# Circles (Just My Good Time)
«Circles (Just My Good Time)» — песня британского диджея Busface, записанная при участии певицы Mademoiselle E.B., больше известной как Софи Эллис-Бекстор. Песня была написана самим Busface (в миру — Хью Брукер), Себом Ронски и Эллис-Бекстор; Брукер также спродюсировал запись.
Песня была выпущена 28 марта 2005 года как сингл Busface с альбома Devils, Sharks & Spaceships. Песня не снискала особой популярности среди слушателей, достигнув лишь 96-го места в Великобритании и 63-го в Австралии. Тем не менее, благодаря выпущенным ремиксам песня заняла первое место танцевального чарта по данным британского журнала Music Week и 10-е в австралийском Top 20 Dance Singles.

## Список композиций
CD Single
1. «Circles (Just My Good Time)» (Busface Radio Edit) — 3:30
2. «Circles (Just My Good Time)» (EMP Mix) — 7:11
3. «Circles (Just My Good Time)» (Busface 12") — 6:44
4. «Circles (Just My Good Time)» (Spandex Mix) — 4:40
5. «Circles (Just My Good Time)» (Spandex Dub) — 4:38

12" Vinyl
1. «Circles (Just My Good Time)» (Busface 12") — 6:44
2. «Circles (Just My Good Time)» (Spandex Mix) — 4:40
3. «Circles (Just My Good Time)» (EMP Mix) — 7:11
4. «Circles (Just My Good Time)» (Spandex Dub) — 4:38

## Чарты
| Чарт (2005)                     | Пиковая позиция |
| ------------------------------- | --------------- |
| Австралия (ARIA)                | 63              |
| СНГ (TopHit)                    | 62              |
| Великобритания (OCC UK Singles) | 96              |